# Geukensia

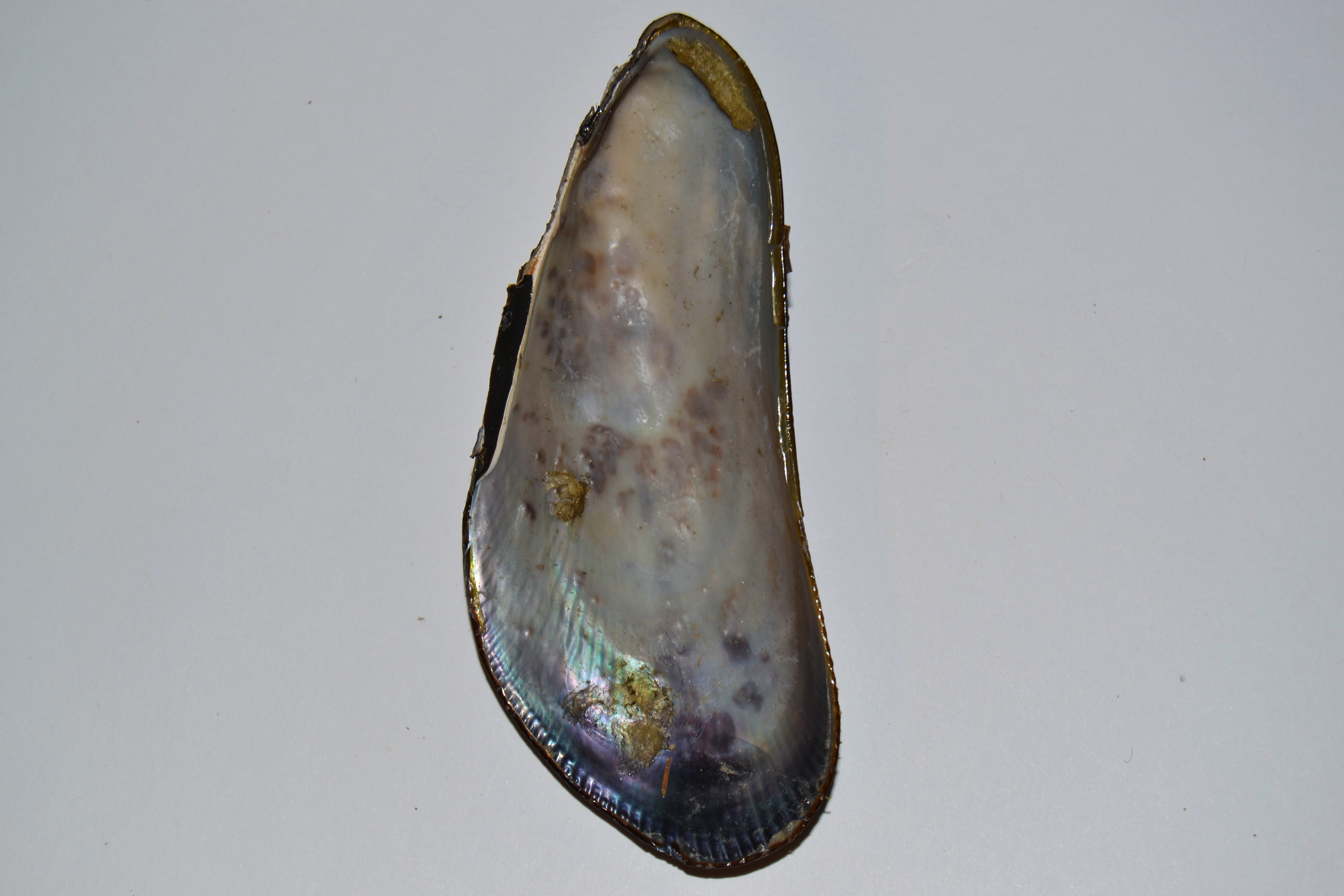
Innenseite

Geukensia ist eine Muschel-Gattung aus der Familie der Miesmuscheln (Mytilidae). 

## Merkmale
Das Gehäuse ist länglich mit einem gewinkelten Dorsalrand und einem konkav gebogenen Ventralrand. Die größte Höhe liegt im hinteren Gehäusedrittel. Die Gehäuse werden bis 13 Zentimeter lang. Die Wirbel sind breit gerundet und sitzen hinter dem Vorderende. Vor allem der hintere Teil des Gehäuses ist mit kräftigen, dicht stehenden radialen Rippen bedeckt, die dem Gehäuserand ein fein gezähneltes Aussehen geben.

## Geographische Verbreitung und Lebensraum
Die beiden Arten der Gattung Geukensia waren ursprünglich an der Ostküste Nordamerikas und in Mittelamerika beheimatet. Geukensia demissa kommt von Nova Scotia (Kanada) bis Florida (im Süden der USA) vor, Geukensia granosissima von Florida südwärts in die Karibik und den Golf von Mexiko. Geukensia demissa wurde bereits zu Anfang des 20. Jahrhunderts an die Westküste Nordamerikas (Bucht von San Francisco, Kalifornien) verschleppt. Inzwischen ist sie auch in andere Küstengebiete im Golf von Mexiko und in der Karibik verschleppt worden.
Die beiden Arten kommen auf Schlammböden, Salzwiesen und in Austernbänken in der Gezeitenzone und im flachen Subtidal vor. Sie bevorzugen leicht brackiges Wasser.

## Taxonomie
Das Taxon Geukensia wurde 1959 von Van de Poel vorgeschlagen. Es ist aber kein Ersatzname für Arcuatula Soot-Ryen, 1955 wie im World Register of Marine Species angezeigt, sondern eine neue Gattung. Tron Soot-Ryen hatte keine neue Gattung namens Arcuatula vorgeschlagen, sondern die Gattung Arcuatula Jousseume in Lamy, 1919 falsch interpretiert. Typusart ist Mytilus demissus Dillwyn, 1817. Derzeit werden der Gattung Geukensia zwei Arten zugewiesen:
- Geukensia Van den Poel, 1959
  - Geukensia demissa (Dillwyn, 1817)
  - Geukensia granosissima (G. B. Sowerby III, 1914)

Letztere Art wurde in der Vergangenheit auch als Synonym oder Unterart von Geukensia demissa aufgefasst. Deutliche genetische Unterschiede, Unterschiede in der Gehäusemorphologie und die Bewahrung der genetischen Identität in Gebieten, wo beide Formen zusammen vorkommen, sprechen für eine Trennung auf Artebene.

## Belege